# BACK BEATs ＃1
『BACK BEATs #1』（バック・ビーツ・シャープワン）は、大黒摩季が発売した初のベスト・アルバム。

## 概要
- デビューしてから4年半、数々のヒットを生み出した大黒摩季が発売した初のベスト・アルバム。
- ジャケットは黒色を主体とし、作品名ロゴが黄色と二色だけのシンプルなものとなっており、写真は一部ニューヨークで撮影されている。
  - 今回の収録で、「DA・KA・RA」、「チョット」、「別れましょう私から消えましょうあなたから」、「あなただけ見つめてる」「いちばん近くにいてね」は低音を強調したリミックスが施されている。
- 収録楽曲は大黒摩季本人が選曲しており、ジャケット表面のタイトル下部に記載されているアルバムのサブタイトル「THE BEST Performed by Maki Ohguro」にそれが示されている。
- なお、シングルとして発売された「Harlem Night」と「白いGradation」は収録されていない。
- 本作品と同時発売として1995年初頭に廃盤になっていた1stアルバム『STOP MOTION』が再々発売された。
- 1999年にポリグラム傘下のCinepoly　RECORDSより、本作と『POWER OF DREAMS』と『MOTHER_EARTH』の3作が香港・台湾・シンガポール・マレーシアの４ヵ国でCDとカセットテープでリリースされた。(規格品番：(CD)JBCJHK-1004・(CT)JBTJHK-1004)

## チャート成績
- 初動枚数は自身で唯一100万枚を越えている。わずか5週間で200万枚突破。登場回数も53週というロングヒット。次作『POWER OF DREAMS』が発売されたときに再びチャートインした。
- 最終的に280万枚を突破し、大黒摩季のシングル・アルバムを通じて、2023年現在の最高累積売上作品となっている。
- 歴代アルバム売り上げ25位（発売当時6位）

## 収録曲
| 全作詞: 大黒摩季。 |                                              |          |            |            |      |
| #                  | タイトル                                     | 作詞     | 作曲       | 編曲       | 時間 |
| 1.                 | 「STOP MOTION」                              | 大黒摩季 | 大黒摩季   | 明石昌夫   | 3:39 |
| 2.                 | 「DA・KA・RA」                               | 大黒摩季 | 大黒摩季   | 葉山たけし | 3:33 |
| 3.                 | 「チョット」                                 | 大黒摩季 | 織田哲郎   | 葉山たけし | 3:37 |
| 4.                 | 「君に愛されるそのために…」                  | 大黒摩季 | 大黒摩季   | 葉山たけし | 4:30 |
| 5.                 | 「別れましょう私から消えましょうあなたから」 | 大黒摩季 | 大黒摩季   | 葉山たけし | 5:14 |
| 6.                 | 「あなただけ見つめてる」                     | 大黒摩季 | 大黒摩季   | 葉山たけし | 4:46 |
| 7.                 | 「夏が来る」                                 | 大黒摩季 | 大黒摩季   | 葉山たけし | 4:41 |
| 8.                 | 「永遠の夢に向かって」                       | 大黒摩季 | 大黒摩季   | 葉山たけし | 4:26 |
| 9.                 | 「Return To My Love」                        | 大黒摩季 | 栗林誠一郎 | 葉山たけし | 4:37 |
| 10.                | 「ら・ら・ら」                               | 大黒摩季 | 大黒摩季   | 葉山たけし | 4:26 |
| 11.                | 「恋はメリーゴーランド」                     | 大黒摩季 | 大黒摩季   | 葉山たけし | 4:30 |
| 12.                | 「いちばん近くにいてね」                     | 大黒摩季 | 大黒摩季   | 葉山たけし | 4:51 |
| 13.                | 「愛してます」                               | 大黒摩季 | 大黒摩季   | 葉山たけし | 4:50 |
| 14.                | 「ROCKs」                                    | 大黒摩季 | 大黒摩季   | 葉山たけし | 5:22 |

## 曲解説
1. STOP MOTION
デビューシングル。シングルバージョンはアルバム初収録。
2. DA・KA・RA
ブレイクのきっかけとなった2ndシングル。ドラムの音を強くし、若干ミックスを変えたリミックスバージョンが収録された。またイントロのピアノの部分が、オリジナルバージョンより長く収録されている。
3. チョット
3rdシングル。打ち込みを強調し、レコード音を変えたリミックスバージョンが収録された。
4. 君に愛されるそのために…
3rdシングル「チョット」のカップリング曲。ジャケットのつくりなどから両A面に間違えられることもあった。本作では、アルバム「U.Be Love」収録のアルバム・バージョンが収録されている。
5. 別れましょう私から消えましょうあなたから
ラップ調4thシングル。ギターの音が太くなり、ドラムの音が低音になり、バックのボイスも一部変っているリミックスバージョンが収録された。
6. あなただけ見つめてる
ミリオンヒットとなった6thシングル。アニメ『SLAM DUNK』のエンディングテーマ。バックコーラスが最初に加わり、またシンセサイザーの音が加えられ、ドラムの音が低音になったリミックスバージョンが収録された。
7. 夏が来る
8thシングル。
8. 永遠の夢に向かって　
自身初のオリコンチャート1位を獲得した9thシングル。
9. Return To My Love
4thアルバム『永遠の夢に向かって』収録曲。
10. ら・ら・ら
10thシングル。中居正広初主演ドラマ『味いちもんめ』の主題歌。自身最大の売り上げ。
11. 恋はメリーゴーランド
10thシングル「ら・ら・ら」のカップリング曲。今作では5thアルバム『LA.LA.LA』に収録されたオリジナルバージョンが収録された。
12. いちばん近くにいてね
11thシングル。ドラムパートを強調し、低音を意識したリミックスが施されている。
13. 愛してます
12thシングル。アルバム初収録。
14. ROCKs
4thアルバム『永遠の夢に向かって』に収録されているロックナンバー。ライブでも披露された。この曲が最後に収録されているのは、本人の意向によるもの。
「BACK BEATs #1」発売時にビデオクリップが新たに製作され、アルバムジャケットを意識した、黄色と黒色の入り混じった背景のスタジオで、2番の途中から最後までを黒のジャケットで大黒本人が熱唱する様子が収録され、今作の紹介映像として「NO.」「CD NEWS」などで放送された。後にこのPVは、2016年に発売されたベスト・アルバム『Greatest Hits 1991-2016 〜All Singles +〜』【BIG盤】内である「Maki Ohguro 90’s Music Video Collection」に収録された（ただし、2番までのみのサイズとなる）。

## 参加ミュージシャン
- 鈴木英俊 - ギター(#1)
- 葉山たけし - ギター (#2-14), ベース・コーラス (#10)
- 中村"キタロー"幸司 - ベース (#4)
- ボビー・ワトソン - ベース (#8)
- 渡辺直樹 - ベース (#12,14)
- 小野塚晃 (DIMENSION) - ピアノ (#7,13), 電子ピアノ・オルガン (#4,11)
- 佐山雅弘 - ピアノ (#12)
- 広本葉子 - ローズ・ピアノ (#4)
- 小林太 - トランペット (#7,12)
- 木幡光邦 - トランペット (#7)
- 佐々木史郎 - トランペット (#12)
- 竹上良成 - サックス (#12)
- 勝田一樹 (DIMENSION) - サックス (#2,3,5,7,11,12,13)
- 沓野行秀 (Riding) - パーカッション (#12)
- 生沢佑一 (TWINZER) - コーラス (#7,8,10,14)
- 近藤房之助 - コーラス (#10)
- 川島だりあ (FEEL SO BAD) - コーラス (#10,14)
- 永井"ホトケ"隆 - コーラス (#10)
- SHINKOKAI GANGS - コーラス (#8,14)
- B.B.IKKIES - コーラス (#10)
- SHINKOKAI DREAMERS - コーラス (#11)
- 大黒摩季 - コーラス (全曲)